# Deuxième République (Portugal)
Pour les articles homonymes, voir Deuxième République.
Cet article court présente un sujet plus développé dans : Dictature nationale et Estado Novo (Portugal).
La Deuxième République (en portugais : Segunda República), officiellement dénommée République portugaise (República Portuguesa), désigne, dans l'histoire du Portugal, le régime ayant dirigé le pays entre 1926 et 1974. On distingue généralement deux périodes au sein de ce régime :
- la Dictature militaire, à partir de 1926, laquelle devient la Dictature nationale en 1928 ;
- l'Estado Novo, à partir de 1933 et jusqu'en 1974.

Selon les sources, l'expression « Deuxième République » est parfois appliquée à la seule période de l'Estado Novo.